# 上所島
上所島（かみところじま）は、新潟県新潟市にかつてあった大字。1982年（昭和57年）に住居表示が実施されたことにより消滅した。
以下の記述は消滅直前当時の旧上所島に関しての記述であり、現在では名称等が異なる場合がある。なお、ここに記述されていない内容に関しては新潟市などの記事を参照。

## 概要
1889年（明治22年）から1982年（昭和57年） まで存在した大字。信濃川下流右岸の自然堤防上に位置する。もとは江戸時代から1889年（明治22年）まであった上所島新田の区域の一部で、地名の由来は亀田の所島から移ってきたので、所島と称したと伝えられる。
1931年（昭和6年） に初代昭和橋が完成し、1941年（昭和16年） に日本軽金属が出来島（現 : 新光町）に進出。1957年（昭和32年） の新潟中央卸売市場の進出に伴って、関連企業が多く進出した。

## 分立した町字
上所（かみところ）
1982年（昭和57年）に分立した町字。
上所上（かみところかみ）
1982年（昭和57年）に分立した町字。
上所中（かみところなか）
1982年（昭和57年）に分立した町字。

## 歴史
1631年（寛永8年）に開発。
- 1889年（明治22年）4月1日 : 合併により鳥屋王村の大字となり、1923年（大正12年）まで上所島新田と称する。
- 1901年（明治34年）11月1日 : 合併により鳥屋野村の大字となる。
- 1931年（昭和6年） : 初代昭和橋が開通。
- 1943年（昭和18年）5月3日 : 合併により新潟市の大字となる。
- 1950年（昭和25年） : 2代目昭和橋が開通。
- 1964年（昭和39年）5月 : 昭和大橋が開通。
- 1982年（昭和57年） : 上所、上所上、上所中が分立し消滅。